# Cercle Lingüístic de Moscou

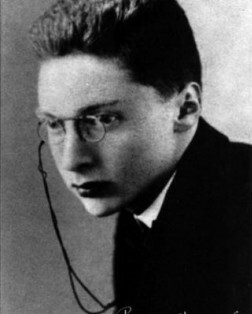
Roman Jakobson, membre del Cercle lingüístic de Moscou.

El Cercle Lingüístic de Moscou va ser un destacat grup d'erudits en els camps de la semiòtica, la teoria literària i la lingüística, fundat a Moscou el 1915 i dissolt cap al 1924. Alguns dels seus membres més importants van ser Filip Fortunàtov, Roman Jakobson, Borís Tomaixevski, Grigori Gukovski, Grigori Vinokur i Piotr Bogatírev. El grup va rivalitzar amb la Societat per a l'Estudi del Llenguatge Poètic (OPOJAZ), grups que, juntament amb el posterior Cercle Lingüístic de Praga, van ser els responsables del desenvolupament del formalisme rus.